# Haselbach (Rhönblick)
Haselbach is een plaats in de Duitse gemeente Rhönblick, deelstaat Thüringen, en telt 70 inwoners.